# Zohar (moszaw)
Zohar (hebr.: זוהר) – moszaw położony w samorządzie regionu Lachisz, w Dystrykcie Południowym, w Izraelu.
Leży na pograniczu północno-zachodniej części pustyni Negew i Szefeli, w pobliżu miasta Kirjat Gat.

## Historia
Moszaw został założony w 1956 przez imigrantów z Algierii i Tunezji.

## Gospodarka
Gospodarka moszawu opiera się na intensywnym rolnictwie.